# Кивиярви (озеро, Вешкельское сельское поселение)
Кивиярви — озеро на территории Вешкельского сельского поселения Суоярвского района Республики Карелия.

## Общие сведения
Площадь озера — 1,3 км². Располагается на высоте 115,0 метров над уровнем моря.
Форма озера продолговатая; вытянуто с северо-запада на юго-восток. Берега преимущественно заболоченные.
Протокой соединяется с рекой Судак.
Населённые пункты возле озера отсутствуют. Ближайший — посёлок Кудама — расположен в 9 км к юго-востоку от озера.
Код объекта в государственном водном реестре — 01040100111102000017068.